# Gospod Hudournik
Gospod Hudournik je povest slovenskega pisatelja Frana Saleškega Finžgarja. S to povestjo je želel otrokom in mladini približati naravo. Je slavospev naravi, kakršna je in kakršno premalo poznamo.

## Literarni lik
Glavni literarni lik je gospod Hudournik. Njegovo pravo ime je France Kališnik. Po poklicu je uradnik s svojo pisarno v Ljubljani. Je zelo preprost človek, meščan, ki pa to niti noče biti. Njegovo pravo življenje se začne šele, ko pride na deželo.
Zelo rad je zahajal v majhno bajtico, ki jo je sam stesal pod Stolom v Karavankah, ter jo poimenoval Murka. Vsako poletje si je vzel dopust, se odpravil na počitnice v svojo kočico ter se vrnil šele konec poletja. V življenju je imel velikorat smolo in tako je bilo tudi pri tesanju bajtice. Kadarkoli je odšel v planine, je vselej pričelo deževati. Kmetje v dolini so to opazili in kadarkoli se je prikazal, so kričali: «Bežimo Hudournik gre!« In zato se ga je tudi prijelo ime gospod Hudournik. Bil je samotar, družine ni imel, njegov najboljši prijatelj pa je bil pes Lisko. Dobil ga je po naključju, ko je na vlaku, ko je odhajal na še ene zaslužene poletne počitnice, srečal bivšo sošolko Minco. Ta ga je sicer ogoljufala, saj mu je zatrdila, da je Lisko rodovniški pes, in je zanj plačal veliko vsoto denarja, vendar pa sta se z Liskom kasneje dobro ujela in Hudourniku ni bilo nikoli žal, da ga je kupil.
Tako sta Hudournik in njegov zvesti prijatelj vsako poletje prihajala v bajtico in tu doživljala številne dogodivščine. Poleg Liska je gospod Hudournik vedno skrbel za poškodovane ali lačne živali. Družbo sta mu delala polha in martinček in vsako jutro je čakal na telička, ko je pastir mimo njegove koče peljal na pašo svoje govedo.

## Interpretacija
Gospod Hudournik, uradnik v Ljubljani, je vsako poletje odhajal na dopust v svojo bajtico - Murko. Ob njem je ves čas njegov 
pes Lisko, s katerim doživljata številne dogodivščine. Srečata se z miškami, martinčkom, dobita obiske ...